# Batalha de Jaji
A Batalha de Jaji (12 de maio a 4 de junho de 1987) foi um confronto travado durante a Guerra Soviética-Afegã entre unidades do Exército Soviético e seus aliados da República Democrática do Afeganistão contra grupos mujahidin afegãos na província de Paktia. Ocorrida durante a primeira fase da retirada das forças soviéticas do Afeganistão, a campanha militar do governo afegão em conjunto com forças soviéticas visava socorrer uma guarnição sitiada em Ali Sher e cortar as linhas de abastecimento do Paquistão para os mujahidin.
A batalha é conhecida principalmente pela participação de Osama bin Laden, que adquiriu sua reputação de guerreiro jihadista divino como resultado da vitória dos mujahidin durante esta batalha. Osama liderou um grupo de cerca de 50 combatentes árabes estrangeiros durante esta batalha, dos quais pelo menos 13 foram mortos em combate.

## Antecedentes
Em dezembro de 1979, a União Soviética invadiu o Afeganistão para apoiar o regime comunista em dificuldades, iniciando a guerra soviético-afegã. Esta intervenção causou indignação generalizada no mundo muçulmano. Osama bin Laden, descendente do rico Saudi Binladin Group, foi ao Paquistão no início de 1980 para apoiar a resistência afegã contra os invasores soviéticos, considerando-a uma Jihad. No entanto, ele não entrou no Afeganistão até muitos anos depois.
Em outubro de 1984, Abdullah Yusuf Azzam, um salafista palestino também irritado com a invasão soviética, estabeleceu o grupo Maktab al-Khadamat. O grupo visava coordenar a logística e o apoio à resistência afegã do Paquistão. Inicialmente, Bin Laden concordou em financiar o grupo, com o entendimento de que o dinheiro apoiaria diretamente os mujahideen nas linhas de frente. Juntos, Azzam e o grupo de bin Laden começaram a publicar a revista Jihad, uma publicação árabe mensal com foco nos esforços árabes para ajudar a resistência. A revista provou ser uma poderosa ferramenta de recrutamento, atraindo muçulmanos de todo o mundo para se juntarem à guerra afegã, transformando-a efetivamente em uma Jihad global.
Em 1986, o Maktab al-Khadamat transferiu a maior parte de suas operações para Sadda, no distrito de Kurram, e iniciou um programa de treinamento para treinar combatentes para travar a jihad dentro do Afeganistão. No entanto, o programa foi um fracasso, com brigadas mal preparadas sendo afastadas do campo de batalha pelos afegãos. Isso desiludiu bin Laden, levando-o a se retirar do grupo e iniciar seu próprio programa de treinamento no Afeganistão, e não no vizinho Paquistão. Bin Laden escolheu a região montanhosa de Jaji como local para suas operações, o qual chamou de "Masada", que significa "a cova do leão". Ele posicionou estrategicamente a base perto das posições soviéticas, pretendendo enfrentar o inimigo de frente e esperando que os soviéticos o atacassem.
Com base em sua experiência em construção e seus imensos recursos disponíveis, bin Laden construiu uma série de fortificações nas proximidades de Jaji. No fundo de uma ravina repleta de pedras, bin Laden havia usado escavadeiras da construtora de seu pai para escavar três túneis interligados na encosta da montanha, que serviam como hospital de campanha e centro de comando principal para os grupos mujahedin. Os soviéticos sabiam da existência dos túneis e lançavam regularmente Scuds na ravina, mas sem causarem danos. Alguns árabes que apoiavam a resistência afegã no Paquistão tentaram dissuadir bin Laden de se concentrar apenas no treinamento de combatentes não-afegãos, temendo que isso alienasse os afegãos. No entanto, bin Laden permaneceu implacável. Ele equipou seus combatentes árabes com fuzis Kalashnikov e granadas propelidas por foguetes, iniciando ataques de pequena escala contra os soviéticos. Embora seus combatentes árabes tenham sofrido baixas imediatas, isso foi percebido como um resultado positivo pelos jihadistas que buscavam o martírio.
Em maio de 1987, Osama bin Laden havia construído sua base a ponto de finalmente chamar a atenção soviética, e eles lançaram um ataque contra ela em 12 de maio de 1987. No entanto, este não foi apenas um ataque contra a base de bin Laden, mas uma ampla ofensiva soviética para aliviar um forte soviético na área, e a ofensiva incluiu ataques contra muitos outros grupos mujahideen na área.

## A batalha
O exército mujahidin foi estimado em 500 combatentes, tendo atraído recrutas da área circundante. Osama bin Laden liderou a defesa do complexo de al-Masada apoiado por seus dois principais comandantes, Abu Ubayda e Abu Hafs. Abdullah Azzam também participou da batalha, apesar de suas dúvidas particulares sobre a unidade militar árabe separada de bin Laden. Indivíduos adicionais envolvidos na batalha foram o filho de Azzam, Hutaifa, Abu Khalil, encarregado de manter uma barragem constante de morteiros, Tamim al-Adnani, uma figura conhecida como "Abu al-Hasan", provisoriamente identificado como Wael Julaidan, e Enaam Arnaout; o qual se identificou para a imprensa árabe como "Abu Mahmoud, da Síria", e que foi fotografado ao lado de bin Laden e citado como tendo dito que os soviéticos lançaram napalm, destruindo as árvores que os mujahidin esperavam usar como cobertas.
Além dos combatentes árabes estrangeiros, as forças afegãs de todos os sete partidos da resistência fizeram parte da ação maior. Entre os líderes afegãos estavam Jalaluddin Haqqani, Mohammed Anwar e Abdul Rasul Sayyaf, cujas tropas experientes carregavam mísseis Stinger e Blowpipe que ameaçavam os helicópteros de ataque soviéticos. Isto forçou com que os helicópteros voassem baixo, para evitar a altitude mínima dos mísseis, e assim ficasse vulnerável a metralhadoras e foguetes RPG-7. Sem poderem ser transportados pelos helicópteros, as unidades de elite soviéticas - paraquedistas, assalto aeromóvel e spetsnaz - tiveram que lutar pelas elevações durante a batalha, com os caminhos de aproximação defendidos por armas pesadas e densamente minados. Com os ataques aéreos usados de forma limitada por causa da presença dos mísseis anti-aéreos, os soviéticos saturaram a área com fogo de artilharia emassado, incluindo lançadores múltiplos de foguete BM-22 Urugan. Os mujahiden sabiam que os soviéticos estavam tentando evitar baixas e seriam mais cautelosos nesta fase final da guerra e, sabendo da sua própria cobertura anti-aérea limitando o poder de fogo e mobilidade soviéticos, eles então decidiram manter-se no lugar e lutar.
Tal qual nas ofensivas de 1985, a ofensiva em Paktia tinha como objetivo tanto o alívio a uma guarnição cercada, Ali Sher, quanto o bloqueio de rotas de abastecimento dos mujahideen. Em 17 de abril, depois que Ali Sher foi socorrida, Jaji foi atacada por aproximadamente 200 tropas aerotransportadas soviéticas e spetsnaz, além do exército afegão e milícias tribais. Os soviéticos começaram seu ataque contra o complexo de al-Masada com bombardeio pesado, usando bombas de fragmentação, helicópteros de ataque e artilharia pesada. Os bombardeios foram realizados diariamente até junho.
Em 25 de maio, um avião de guerra soviético voando acima do campo de treinamento de bin Laden foi alvo de um grupo separado de combatentes afegãos. O avião foi atingido e se estilhaçou em fragmentos, caindo próximo ao acampamento de bin Laden. Este foi visto como um momento chave na batalha por Osama bin Laden e seus combatentes árabes, principalmente devido à sua ocorrência no vigésimo sétimo dia do Ramadã. Este dia é considerado altamente sagrado no calendário muçulmano, considerado um dia em que os destinos são determinados e os portões do céu são abertos; e bin Laden e seus homens não viram como coincidência o fato de o avião soviético ter sido abatido naquele dia em particular.
Outro destaque aconteceu em 29 de maio, também conhecido como a "Batalha de 1º Shawwal", na qual um grupo de cerca de 25 combatentes árabes lutou contra um grupo muito maior de comandos soviéticos; os quais entraram no complexo de al-Masada, mas foram repelidos pelos árabes e um punhado de apoiadores afegãos. No calor da batalha, restavam apenas nove defensores Mujahideen vivos dentro do complexo, mas os soviéticos não perceberam essa fraqueza e não conseguiram tirar vantagem da situação antes que os reforços chegassem. Então, depois de sofrer severas perdas, os combatentes árabes, em grande desvantagem numérica, receberam ordens de abandonar a posição para seus aliados afegãos. Isso levou a algumas tensões entre os árabes e os afegãos.
Os mujahideen conseguiram manter seu complexo de túneis e os soviéticos se retiraram. Pelo menos 13 dos combatentes árabes e cerca de 70 afegãos foram mortos na batalha, e Bin Laden sofreu um ferimento no pé. O veterano Essam al-Ridi, nascido no Egito e que se mudou para os EUA, afirmou mais tarde que as tropas de bin Laden perderam 50 homens mortos e apenas 2 soviéticos foram mortos, mas mesmo assim os mujahidin chamaram a batalha de uma grande vitória, o que o desiludiu.

## Significado
Embora relativamente sem importância em termos militares, a batalha foi narrada diariamente por Jamal Khashoggi, um jornalista saudita, e suas reportagens deixaram uma impressão de Osama bin Laden como um líder militar vitorioso e atraiu vários seguidores à sua causa. O verdadeiro significado da batalha está na criação de narrativas míticas retratando "milagres divinos" e uma vitória notável, conforme relatado por essas fontes árabes. Essas narrativas desempenharam um papel crucial na atração de novos voluntários estrangeiros para se juntarem à guerra afegã. Abdullah Anas, um dos co-fundadores do Maktab al-Khadamat junto com Azzam e bin Laden, estimou que entre três a quatro mil voluntários apareceram de 1987 a 1989 para se juntar à jihad afegã. Além disso, a batalha também trouxe benefícios pessoais para Osama bin Laden. Isso elevou seu status de mero financista a herói de guerra lutando na linha de frente no Afeganistão. Essa reputação recém-descoberta contribuiu para seu fortalecimento e a eventual formação de sua organização, a al-Qaeda, em Peshawar em 1988.

### Livros
- Isby, David (1989). War in a Distant Country, Afghanistan: Invasion and Resistance (em inglês). Londres: Arms and Armour Press. 128 páginas. ISBN 0-85368-769-2.
- Coll, Steve (2004). Ghost Wars: The Secret History of the CIA, Afghanistan, and bin Laden, from the Soviet Invasion to September 10, 2001 (em inglês). Nova York: Penguin Press. 656 páginas. ISBN 1-59420-007-6.
- Bergen, Peter L. (2022). The Rise and Fall of Osama bin Laden (em inglês). Nova York: Simon & Schuster. 416 páginas. ISBN 978-1982170523.
- Bergen, Peter L. (2002). Holy War, Inc.: Inside the Secret World of Osama Bin Laden (em inglês). Nova York: Free Press. 283 páginas. ISBN 0-7432-3467-7.
- Hegghammer, Thomas (2020). The Caravan: Abdallah Azzam and the Rise of Global Jihad (em inglês). Cambridge: Cambridge University Press. 718 páginas. ISBN 978-0-521-76595-4. doi:10.1017/9781139049375.

### Periódicos
- Grau, Ten-Cel Lester W. (2007). «Breaking contact without leaving chaos: The Soviet withdrawal from Afghanistan» (PDF). Foreign Military Studies Office Publications (em inglês): 26 páginas. Consultado em 24 de maio de 2023. Arquivado do original (PDF) em 27 de novembro de 2007.
- Khashoggi, Jamal (Junho de 1987). «With our four automobiles against the Warsaw Pact» [Com nossos quatro automóveis contra o Pacto de Varsóvia]. Revista Jihad (em inglês) (Edição 31).
- Farrall, Leah (Dezembro de 2017). «Revisiting al-Qaida's Foundation and Early History». JSTOR. Perspectives on Terrorism (em inglês). Vol. 11 (nº 6): pg. 17-37. Consultado em 24 de maio de 2023.
- Stenersen, Anne (15 de julho de 2014). «Al-Qaeda versus Najibullah: Revisiting the Role of Foreign Fighters in the Battles of Jalalabad and Khost, 1989–1992». Bloomsbury Academic. War and State-Building in Afghanistan: Historical and Modern Perspectives (em inglês): pg. 131–146. Consultado em 24 de maio de 2023 – via Academia.edu.